# Triste canción
«Triste canción» es una canción de la banda mexicana de rock El Tri incluida en su álbum debut de estudio, Simplemente (1986). Esta canción fue una de las primeras exitosas del álbum y del grupo en general, considerado unos de los clásicos del rock en español.
La canción es también un ejemplo de la gravedad del énfasis instrumental por parte de Mancera y Labastida. Ambos le pusieron ese toque fuerte de guitarra y el saxofón previamente mencionados. Pero ésta llegó a ser un hito gracias a la voz rígida de Álex Lora y la actitud reflejada en la batería de Mariano Soto.
En 1994, fue versionada por "La Renga", uno de los grupos más populares de Argentina. Está incluida en su álbum "A dónde me lleva la vida..."

## Lista de canciones

### CD - Promo
| Triste canción — Sencillo |                  |          |  |
| N.º                       | Título           | Duración |  |
| 1.                        | «Triste canción» | 5:05     |  |

## Posiciones en las listas
| Listas                                     | Posición |
| ------------------------------------------ | -------- |
| Estados Unidos Billboard Hot Latin Tracks  | 72       |
| Estados Unidos Billboard Latin Pop Airplay | 11       |

## Premios y nominaciones
| Año  | Publicación          | País          | Lista                                               | Puesto |
| ---- | -------------------- | ------------- | --------------------------------------------------- | ------ |
| 2006 | Alborde              | EUA           | 500 canciones del Rock Iberoamericano               | 4°     |
| 2009 | Rock en las Américas | Latinoamérica | Las 120 mejores canciones del rock hispanoamericano | 19°    |